# 高丸えみり
高丸 えみり（たかまる えみり、2009年5月16日 - ）は、日本の子役俳優、タレント。スマイルモンキー所属。

## 人物
- 趣味：マンガ描き、料理、創作ダンス、変顔、パソコン、折り紙[1]。

- 特技：日本舞踊、義太夫節、講談、小鼓、ダンス、バレエ、長文暗記、歌[1]。

- 出身地は未公表ながら、関西出身とのリツイートがある[2]。

## 出演・活動

### テレビ
- 遺産争族（2015年、テレビ朝日）河村凜子幼少役
- 女囚セブン#2（2017年、テレビ朝日）櫻子幼少役
- 世界一受けたい授業（2017年、日本テレビ）関西弁ナレーション
- 最上の命医2017（2017年、テレビ東京）患者役
- BESTプレゼント（2017年、日本テレビ）庄司美空さん幼少役
- 天才を育てた女房 世界が認めた数学者と妻の愛（2018年、日本テレビ）岡すがね幼少役
- 誘拐法廷〜セブンデイズ〜（2018年、テレビ朝日）天吹真衣役
- シャキーン!アーっと驚かせてもらいまショー!（2018年、NHK Eテレ）子どもリポーター
- よつば銀行 原島浩美がモノ申す!〜この女に賭けろ〜#2（2019年、テレビ東京）疎開少女役
- ザ!世界仰天ニュース（2019年、日本テレビ）いしいさや幼少期役
- なつぞら（2019年、NHK連続テレビ小説）クラスメイト役
- NEWSな2人（2019年、TBSテレビ）
- エイゴビート2（2019年、NHK Eテレ）トモエ役
- エイゴビート2（2020年、NHK Eテレ）
- クイズ!あなたは小学5年生より賢いの?（2020年、日本テレビ）助っ人小学生
- 太陽の子（2020年、NHKテレビ）
- 3人のシングルマザーすてきな人生逆転物語（2020年、フジテレビ）前原聖子幼少役
- 35歳の少女（2020年、日本テレビ）生徒役
- ワルイコあつまれ（2021年、NHK Eテレ）

### 映画
- ツユクサ（2022年、東京テアトル） 二十世紀 役

### 舞台
- 「スマイルフェスタ」（さいたまスーパーアリーナ）（2014年）ミニーちゃん役
- 「笑う門には福来たる」（2014年）喜代子役・峯子役
- ミュージカル「ピーターパン」（2015年）ティンカーベル役
- ミュージカル「クリスマスキャロル」（2015年）ティム役
- 「御宿かわせみ」（明治座）（2016年）文吾役
- 劇団若獅子「春秋 真田物語」（2016年）真田大八役
- 「沓掛時次郎」（三越劇場）（2016年）太郎吉役
- 「野澤松也 創作浄瑠璃弾き語りライブ」義太夫 語り『仮名手本忠臣蔵～裏門の段』（2018年）
- 松竹「トリッパー遊園地」(2019年）岡林スエ子 役
- 松竹「三婆」(2019年）正子役
- 「品川の月 吉原の花」（2020年）竹麿呂 役 & かむろ役
- 劇団若獅子「歌麿～深川の雪～」舞台「歌麿 深川の雪」（国立文楽劇場）（2020年）竹麿呂 役
- 「佐渡島他吉の生涯」（パルコ劇場）（2020年、コロナ禍のため公演中止）
- 「ジュリアス・シーザー」（パルコ劇場ほか）2021年 ルーシアス/占師 役

### 歌舞伎
- 「通し狂言 神霊矢口渡」（2015年）新田徳寿丸役
- 「権三と助十」（歌舞伎座）（2016年）長屋の女の子役
- 錦秋名古屋顔見世歌舞伎「壺坂霊験記」（2016年）観世音役
- 「團菊祭五月大歌舞伎 伽羅先代萩」（歌舞伎座）（2017年）鶴千代役
- 「六月大歌舞伎 一本刀土俵入」（歌舞伎座）（2017年）角兵衛獅子役
- 「七月名作喜劇公演 紺屋と高尾」（歌舞伎座）（2017年）禿 涼風(小夏)役
- 「吉例顔見世大歌舞伎 奥州安達原」（歌舞伎座）（2017年）お君役
- 「十二月大歌舞伎 瞼の母」（歌舞伎座）（2017年）村の女の子役
- 「壽 初春大歌舞伎 菅原伝授手習鑑 寺子屋」（歌舞伎座）（2018年）菅秀才役
- 「六月博多座大歌舞伎 伊達の十役」（博多座）（2018年）足利鶴千代役
- 「芸術祭十月大歌舞伎 助六曲輪初花桜」（歌舞伎座）（2018年）揚巻付き禿 たより役
- 「秀山祭九月大歌舞伎 夜の部『菅原伝授手習鑑 寺子屋』（歌舞伎座）（2019年） 彦六役
- 「孤高勇士嬢景清（ここうのゆうしむすめかげきよ）―日向嶋―」（国立劇場 令和元年11月歌舞伎公演）（2019年）禿役
- 「本朝白雪姫譚話」（歌舞伎座 十二月大歌舞伎）（2019年）二吉 役

### CM
- サーティワンアイスクリーム「アイスケーキ篇」2016年
- DHC「Q１０クイックカラートリートメント」2017年
- 江崎グリコ BifiX1000α「大玉おくり」篇 2017年
- ドミノ・ピザ「ミッション20ミニッツ「時間は敵だ！」篇」2018年
- 久光製薬「アレグラFX『こどもアレグラ人参上』篇」2018年
- ユニフルーティージャパン「天晴れ農園 金の房 バナナタタン」篇 2018年
- セガトイズ「もっちりペット もっちまるず」2018年
- ビッグモーター「クルマ売るならビッグモーター　叫ぶ佐藤さん篇」2019年
- セガトイズ「もっちりペット もっちまるず　ぷにっとにゃんこ」2019年
- 日本マイクロソフト「スゴイぞ、モダンPC」2019年
- 出光興産「徳山の地から」2019年
- ライダース・パブリシティ「家サイト2020年」2019年
- 静岡新聞「登校するまえ3分塾」2020年
- 浜松いわた信用金庫「ケーキ屋篇」「相談篇」2020年